# 伽利略路
伽利略路（Rue Galilée）是巴黎第八区和十六区的一条街道，始于克勒贝尔大街53号，止于香榭丽舍大街115号。
该路最初名为Chemin des Bouchers，1848年更名为rue du Banquet，1867年改为今名，以纪念天文学家伽利略。

## 建筑
- 6号：法国航空俱乐部
- 12号：萨尔瓦多大使馆
- 23号：希腊总领事馆、塞浦路斯大使馆。